# Omega (satellite)
Omega è un gruppo di satelliti artificiali lanciati dall'Unione Sovietica nel corso del 1963. Si trattava di satelliti del tipo DS costruiti dalla Yuzhnoye, la cui componentistica interna era stata sviluppata dalla VNIIEM. Ne furono costruiti due, entrambi utilizzati per testare dei sistemi elettrici di orientamento giroscopico. La massa era di 347 kg, il perigeo di 241 km e l'apogeo di 485 km (valori tipici). L'inclinazione era di 48,9 gradi. Il vettore utilizzato era il Kosmos-2.
- Cosmos 14 (anche: Sputnik 14): lanciato il 13 aprile 1963.
- Cosmos 23: lanciato il 13 dicembre 1963.